# Kristina Abelli Elander

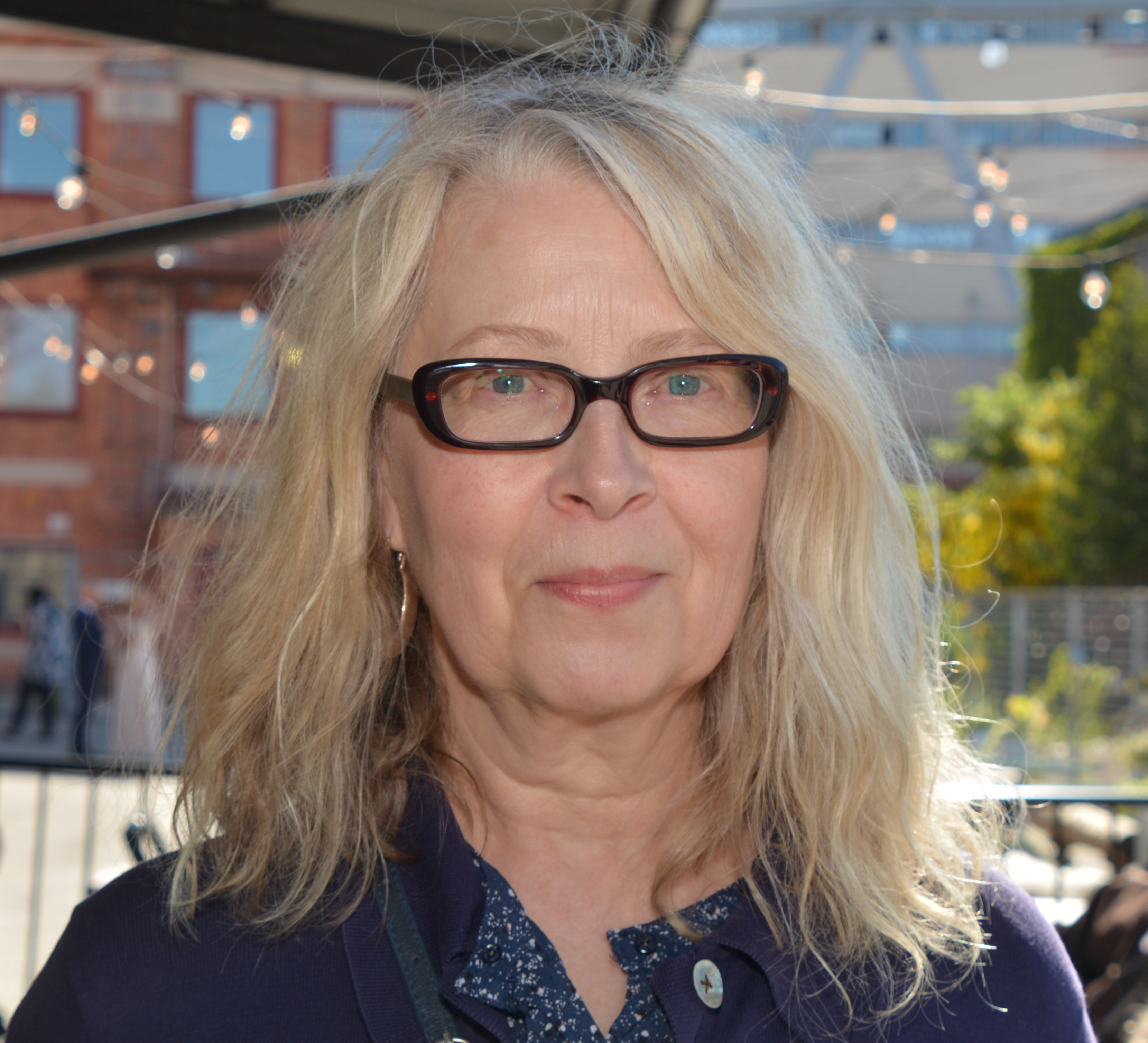
Kristina Abelli Elander

Kristina Abelli Elander (* 1952 in Stockholm) ist eine schwedische Künstlerin, vor allem Malerin, Comiczeichnerin, Schöpferin von Plastiken und Objekten aus Keramik und Textilien und Performancekünstlerin. Mit ihren Werken ist sie u. a. vertreten im Moderna Museet, Stockholm und Stockholms Läns Landsting, Moderna Museet Malmö, Stenhusgården Norrköping, Sandvikens Konsthall, Sandviken und Göteborgs konstmuseum.
Elander erhielt 1972–1973 ihre Ausbildung an der Kunstschule Birkagårdens und wurde Teil der politisierten und feministischen Kunstszene in Schweden.
Elander hat auch einen Film über einen Tag ihres Lebens gedreht: Från morgon till kväll (Von Morgens bis Abends) und gestaltete die Kostüme in einigen schwedischen Filmen. Die IMDB verzeichnet sie als Kostümdesignerin der Filme Mamma, pappa, barn, (1978), Barnförbjudet (1979), Veckan då Roger dödades (1981), Hammar (1992) und Love and War (2006).

## Einzelausstellungen
Auswahl:
- 1978: Galleri Händer, Stockholm
- 1980: Sandvikens Konsthall, Sandviken
- 1980: Galleri Engelbrekt, Örebro
- 1980: Modern kvinna. Zon Stockholm
- 1984: Kannibalism, Galleri Händer, Stockholm
- 1984: Borås Konsthall, Borås
- 1984–1986: Space Invaders, BarBar, ein Galerieprojekt das Kristina Abelli Elander in Stockholm mit Kim Klein betrieb
- 1985: B-side Gallery, New York, USA
- 1986: Planet Galerie, Düsseldorf
- 1986: Stenhusgården, Linköping
- 1987: Babylon Babies. Sweger Art Stockholm Art Fair Sollentuna, Stockholm
- 1988: Wadköpings Konsthall, Örebro
- 1988: Creep-Queen, Galleri Lars Bohman, Stockholm
- 1988: Krognoshuset Lund
- 1989: Galleri Lång, Malmö
- 1989: Gävle Konsthall, Gävle
- 1989: Galleri 29, Växjö
- 1992: Nonverbalpoetry, Bagargården Västerås
- 1992: Creep-Queen, Biblioteket Haninge Kommun, Stockholm
- 1992: Nonverbalpoetry, Galleri Lars Bohman, Stockholm
- 1993: Twin, Nationalgalleriet Stockholm
- 1996: Landsföreningen norske Malere LNM, Oslo, Norwegen
- 1997: Galleri PS, Göteborg
- 1998: To Whom It May Concern. Schaper & Sundberg Galleri, Stockholm
- 2000: Falun Freaky Flow, Dalarnas Museum
- 2000: Malmö Freaky Flow, Galleri Ping Pong, Malmö
- 2001: Edsvik Konst och Kultur Fear, Kurator Joseph Backstein
- 2001: Galleri PS, Göteborg
- 2001: Ingen Vet …, Schaper& Sundberg Galleri, Stockholm
- 2004: Blue Alien, Galleri Ping Pong, Malmö
- 2004: Blue Alien, Galleri Ping Pong, Malmö
- 2005: Alien Works! Ahlbergshallen Östersund
- 2007: Prinsessor utan Panik, Konstakademien Stockholm, mit Gittan Jönsson
- 2008: Prinsessor utan Panik, Kristianstad Länsmuseum / Konsthall, Bohusläns Konsthall / Läckö slot, mit Gittan Jönsson
- 2011: The Streetserie & Other Works, Galleri PS, Göteborg
- 2011: The One day Show & bookrelease, Nationalgaleriet Stockholm
- 2012: Kilroy was Never Here, Studio L2, Stockholm
- 2013: Mrs. Alien meets Mr.Kilroy, Konstkuben Vallentuna Bibliotek
- 2015: Superbruden, Kulturhuset Stockholm

## Werke
- Kristina Abelli Elander, Gittan Jönsson: Prinsessor utan Panik, Stockholm 2007, ISBN 978-91-633-1917-4
- Abelli Elander: Sexstrejk nu! sa Lysistrate, LL-förlaget 2009, ISBN 978-91-7053-294-8
- Kristina Abelli Elander: Staden, Flickorna, Tiden… tiden, Bokförlaget Mormor, Stockholm 2011 ISBN 978-91-85841-35-6
- Kristina Abelli Elander: The Street Series and Other Works, Bullfinch Publishing, 2011, ISBN 978-91-86583-07-1